# Je l'aimais
Je l'aimais est le titre d'un roman d'Anna Gavalda, paru en 2002. Il a fait l'objet d'une adaptation au cinéma et d'une autre au théâtre.

## Résumé
Chloé est quittée par son mari. Pas de dispute, pas de discussion. Il est parti. C'est le beau-père qui vient chercher la jeune femme avec ses enfants. S'engage alors un dialogue, ou plutôt un monologue où au lieu d'écouter la douleur de la jeune femme, le beau-père raconte comment il a mal vécu sa vie en restant avec celle qu'il avait épousée, tandis qu'il avait délaissé celle qu'il aimait. Le décor est une cuisine dans une maison de campagne. Mais le huis clos conduit à faire quelques voyages dans le monde des grands hôtels et de l'univers des pétroliers dans les pays asiatiques.

## Adaptations
- Je l'aimais (film) réalisé par Zabou Breitman en 2009
- Je l'aimais, mise en scène Patrice Leconte, théâtre de l'Atelier en 2010[1]